# Xian de Fengqiu
Le xian de Fengqiu (封丘县 ; pinyin : Fēngqiū Xiàn) est un district administratif de la province du Henan en Chine. Il est placé sous la juridiction de la ville-préfecture de Xinxiang.

## Démographie
La population du district était de 714 141 habitants en 1999.